# Mezey Gyula
Mezey Gyula (Balassagyarmat, 1861. március 11. – Budapest, 1922. június 26.) növénykórtani szakember (fitopatológus), szakíró, gazdasági akadémiai tanár.

## Életpályája
Középiskoláit Esztergomban, Körmöcbányán és Budán végezte. A József-műegyetemnek lett mint tanárjelölt rendes hallgatója, egyúttal mint rendkívüli hallgató a budapesti egyetemet is látogatta. Itt szerzett 1883-ben középiskolai tanári oklevelet. 1884. május 1-től a Magyaróvári Magyar Királyi Gazdasági Akadémia természetrajzi tanszékére került tanársegéd, s munkája mellett elvégezte az akadémiát is. 1886-tól mint docens is működött a gazdasági akadémián, ahol 1893-ban rendkívüli, 1896. október 24-én rendes tanár. Gazdasági állattant, éghajlattant, kertészetet és szőlészetet, méhészetet és baromfitenyésztést tanított. Németországban, Svájcban és Ausztriában nagyobb tanulmányutat tett, kiváltképp a gazdasági oktatásügyet és a megvizsgáló állomásokat tanulmányozva, továbbá 1893-ban huzamosabb időre volt Dél-Franciaországban a szőlőművelés ügyében. Az Országos Magyar Gazdasági Egyesület megbízta a burgonyabetegségeket tárgyaló munka megírásával. Linhart nyugdíjazása után vette át a növénykórtan oktatását. 1895-ben jelent Linharttal közös munkájuk Szőlőbetegségek címmel. Mezey Gyula széles látókörű, nyelveket ismerő, korának – Linhart mellett – kiemelkedő növénykórtani szakembere volt. 1886-ban Magyarországon elsőként ismertette a gyökérfonálférget (Heterodera Schachtii). 1892 és 1907 között a Köztelek gazdasági növénytani rovatának vezetője volt. 1907-ben a kassai Gazdasági Akadémiára távozott, 1921-től a keszthelyi gazdasági akadémián kapott katedrát. Budapesten halt meg 1922. június 26-án.

## Munkái
- Vetőmag-csávázási kisérletek Magyar-Óvár, 1889. (Kőnyomat.)
- Jelentése a mult év őszén tett külföldi tanulmányútjáról. Kiadja a m. kir. földmívelésügyi miniszterium. Bpest, 1890.
- A dohány mozaikbetegsége. Magyar-Óvár, 1890. (Kőnyomat).
- A white-rot, vagy a szőlő fakórothadása. Budapest, 1891.
- A Jensen-féle porüszög elleni védekezés. Magyar-Óvár, 1891. (Kőnyomat).
- A szőlő black-rot betegsége. Budapest, 1892. (Különnyomat a Természettudom. Közlönyből).
- A szőlő peronospora betegsége. Magyar-Óvár, 1895.
- Szőlőbetegségek. Uo. 1895. Nyolcz szines táblával és 85 szövegrajzzal.
- Védekezés a fontosabb szőlőbetegségek ellen. Bpest, 1896. (Előadás).